# Visit to Vienna
"Visit to Vienna" är en låt av den svenska rockgruppen Sahara Hotnights, inspelad för deras fjärde studioalbum, What If Leaving Is a Loving Thing (2007). Det var albumets andra singel och placerade sig som högst på 49:e plats på den svenska singellistan. Låten skrevs av bandmedlemmarna Maria Andersson och Josephine Forsman, och producerades i samarbete med Björn Yttling.
Melodin låg på Tracks i 17 veckor under perioden 25 augusti-15 december 2007, med andraplats som högsta placering där. Melodin låg även på Svensktoppen i 31 veckor under perioden 2 september 2007-30 mars 2008, med fjärdeplats som högsta placering där innan den lämnat listan.
Gruppen framförde låten på Grammisgalan 2008. Musikvideon som följde regisserades av Magnus Renfors.

## Medverkande
Sahara Hotnights
- Maria Andersson – sång, gitarr
- Jennie Asplund – gitarr
- Johanna Asplund – bas
- Josephine Forsman – trummor

Produktion
- Janne Hansson – ljudtekniker
- Henrik Jonsson – mastering
- Lasse Mårtén – ljudtekniker, ljudmix
- Sahara Hotnights – producent
- Björn Yttling – producent, ljudtekniker, ljudmix

Källa

## Listplaceringar
| Lista (2007-2008)           | Högsta placering |
| --------------------------- | ---------------- |
| Sverige (Svensktoppen)      | 4                |
| Sverige (Sverigetopplistan) | 49               |
| Sverige (Trackslistan)      | 2                |